# جوليان غرين (كاتب)
جوليان غرين (بالفرنسية: Julien Green)‏ هو كاتب أمريكي، ولد في 6 سبتمبر 1900 في باريس في فرنسا، وتوفي بنفس المكان في 13 أغسطس 1998.

## وصلات خارجية
- جوليان غرين على موقع IMDb (الإنجليزية)
- جوليان غرين على موقع الموسوعة البريطانية (الإنجليزية)
- جوليان غرين على موقع مونزينجر (الألمانية)
- جوليان غرين على موقع ميوزك برينز (الإنجليزية)
- جوليان غرين على موقع قاعدة بيانات برودواي على الإنترنت (الإنجليزية)
- جوليان غرين على موقع ديسكوغز (الإنجليزية)
- جوليان غرين على موقع قاعدة بيانات الفيلم (الإنجليزية)